# Ken Ishikawa
Ken Ishikawa (石川 賢一?, Ishikawa Kenichi; Karasuyama, 28 giugno 1948 – 15 novembre 2006) è stato un fumettista, scrittore e sceneggiatore giapponese, famoso soprattutto per essere il creatore di Getter Robot (in Italia inizialmente tradotto come Space Robot) e di tutta la serie di Getter Robot, che contribuì a rilanciare negli anni novanta con Getter Robot - The Last Day.

## Carriera
Scelse di firmarsi come Ken Ishikawa nonostante si chiamasse Ken'Ichi Ishikawa per uniformarsi al Maestro Gō Nagai, il cui pseudonimo era composto di soli tre ideogrammi.
Sue sono alcune intuizioni per le serie animate del Getter, a partire dalle serie televisive fino a giungere alle più recenti incarnazioni di questo robot.
Dopo la fine del manga di Getter, Ishikawa si è dedicato ad una serie di progetti fumettistici, come ad esempio il dark fantasy Majuu Sensen, chiaramente nel solco della tradizione nagaiana.
In Italia è stato pubblicato anche un fumetto tratto dal videogioco Fatal Fury (su Kappa Magazine #27-36).
La quantità di opere disegnate e sceneggiate da questo grande autore sono innumerevoli e spaziano in ogni genere: dall'horror al noir, dai manga di ambientazione storica a quelli fantascientifici, passando per gag umoristiche  e artbook; dalle brevi storie per riviste antologiche a lunghe, approfondite e complesse serializzazioni, per non parlare degli studi/concept presso Dynamic Planning e altri studi di animazione coi quali ha collaborato attivamente con contributi stilistici personali: tutto questo attraversando oltre 30 anni di carriera.

## Opere principali

### Anime
- Cutie Honey (1973 - serie tv, 25 ep.)
- Getter Robot (Space Robot - 1974 - serie tv, 51 ep.)
- Great Mazinger vs Getter Robot (1975 - lungometraggio)
- Getter Robot G (Jet Robot - 1975 - serie tv, 39 ep.)
- Great Mazinger, Getter Robot G, Ufo Robot Grendizer vs Dragosaurus (1975 - lungometraggio)
- Cybot Robotchi (Robottino - 1982 - serie tv, 39 ep.)
- Miroku (1989 - 6 OAV)
- Maju Sensen (1990 - 3 OAV)
- Getter Robot Go (1991 - serie tv, 50 ep.)
- Dragon Slayer (1992 - 2 OAV)
- Getter Robot - The Last Day (1998 - 13 oav)
- Shin Getter Robot vs Neo Getter Robot (2000 - 4 OAV)
- Maju Sensen (2003 - serie tv, 13 ep.)
- Getter Robot Re:Model (2004 - 13 OAV)

### Manga
- Ultraman Taro (1973 ~ 1979)
- Getter Robot (1974 ~ 2003)
- Cutie Honey (1976/1979/1986)
- Seimaden (1977)
- Maju Sensen (1976 ~ 2003)
- Battle Hawk (1978)
- Momotaru (1979 ~ 1989)
- Cutie Honey F (1986)
- Heaven and Earth (1987)
- Makai Tensho (1987)
- Miroku (1988 ~ 1990/1997 ~ 2003)
- Skull Killer Jaky O (1990)
- Fatal Fury aka Legend of the hungry wolf (1994)
- Samurai Spirits (1995)
- Neo Devilman (1996 ~ 1998)
- Seiten Taisen Freeder Bag (1999)
- Trouble - MAGA (2000)
- Eurasia 1274 (2001)
- Super Robot Wars (2002)
- Isetsu Kengou Denki Musashi (2005/2006)
- Getter Robot Ark (incompiuto)